# Saint-Remimont (Vosges)
Saint-Remimont település Franciaországban, Vosges megyében. Lakosainak száma 211 fő (2022. január 1.). Saint-Remimont Belmont-sur-Vair, Mandres-sur-Vair, Norroy, Parey-sous-Montfort és Vittel községekkel határos.

## Népesség
A település népessége az elmúlt években az alábbi módon változott:
| Lakosok száma | 238  | 235  | 236  | 224  | 223  | 222  | 220  | 215  | 211  |
|               | 2013 | 2015 | 2016 | 2017 | 2018 | 2019 | 2020 | 2021 | 2022 |